# Іоанн Стобей

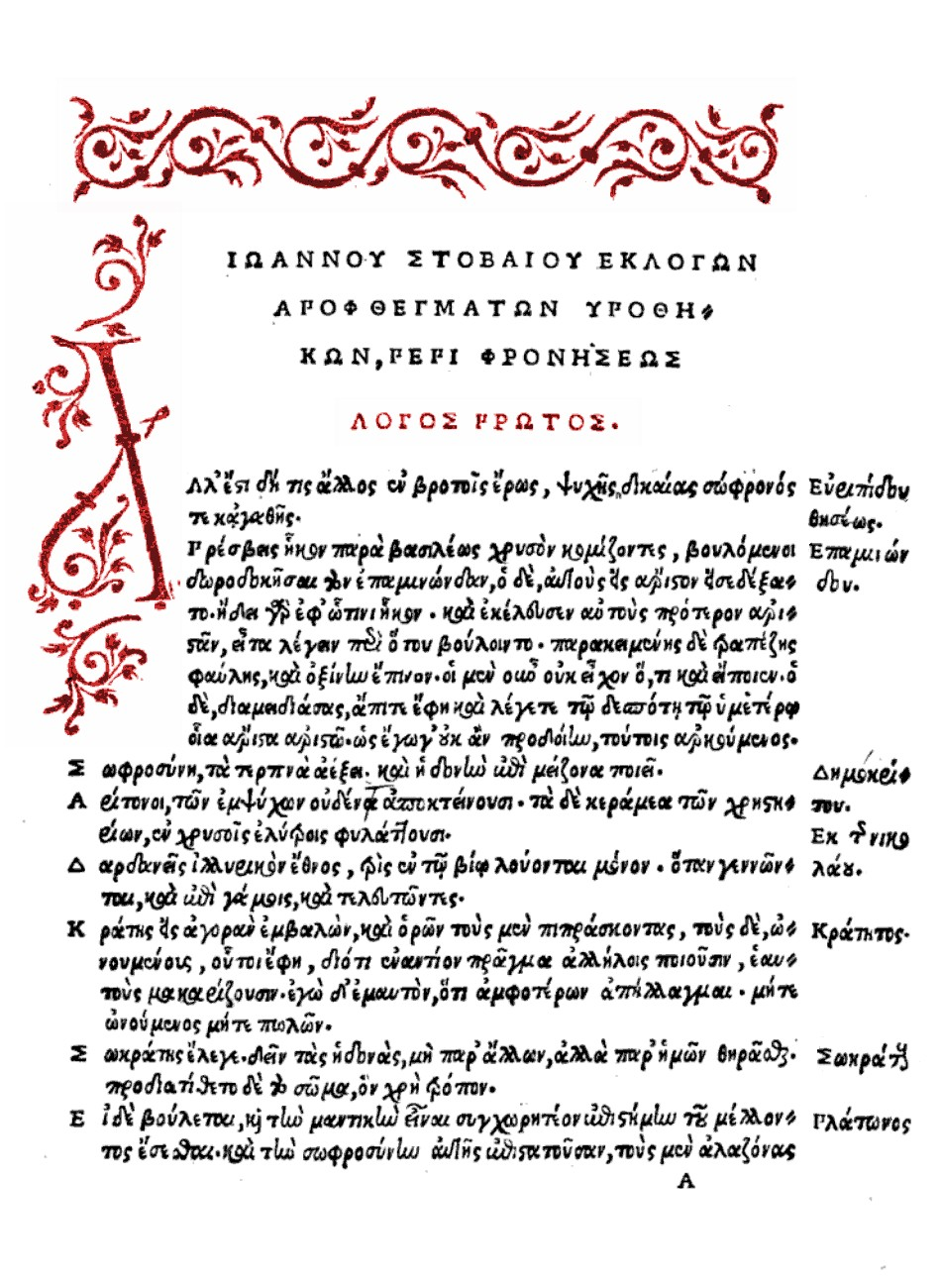
«Антологія» Іоанна Стобея. Видання В.Трінковеллі. Італія. 1536 рік

Іоанн Стобей (Stobäos; V століття) — візантійський письменник і компілятор, упорядник творів відомих авторів античності. Родом з македонського міста Стобі, жив, імовірно у перші десятиліття VI ст. Язичник.

## Життєпис
Народився у м. Стобі (Північна Македонія). Стосовно його життя та діяльності невідомого жодного факту. Іоанн Стобей — автор двох томів, які у свою чергу складається з двох книг кожен. Перший том — Еклоги, другий — Антологія (або Florilegium). Остання праця містить цитати 500 відомих поетів, письменників, істориків, красномовців. лікарів, філософів включно до Фемістія. Втім тут немає жодного Отця Церкви. Викладені цитати авторів, які розглядали питання від природної філософії, діалектики і етики, політики, економіки до максим практичної мудрості. Збірка Іоанна Стобея зберігає фрагменти багатьох авторів і творів, які інакше могли бути невідомі сьогодні.
Основна його праця — збірка виписок створена для виховання сина Септимія. Рукопис являє собою книги «Έκλογών φυσικών διαλεκτικών και ήθικών» («Eclogae physicae et ethicae», вид. Gaisford, Оксф., 1850, і Meineke, Лпц., 1860-64) — у двох книгах, більш історичного змісту, і «Άνθολόγιον ή Έκλογήν άποφθεγμάτων» («Florilegium», вид. Gaisford, Оксф., 1822-25, і Meineke, Лпц., 1855-57), переважно виховного змісту — також у двох книгах.
У своєму роді це унікальний рукопис, який за обсягом і структурою виписок не має аналогів.
Пізніше збірник Стобея використовували для подібних книг-настанов або компіляційних видань.